# Ansamblul Artistic Mureșul
Ansamblul Artistic Mureșul (în maghiară Maros Művészegyüttes) a fost înființat în anul 1956 cu menirea de a pune în valoare cultura populară tradițională, portul, obiceiurile, cântecele și jocurile populare aparținătoare și specifice celor ce locuiesc în zona sud-estică a Transilvaniei.

## Istoric
Ansamblul Secuiesc de Stat a fost înființat pe 1 octombrie 1956, cu 134 de membrii. În această perioadă au fost prezentate suite de dansuri construite pe unitatea dintre dans, orchestră și cor. În scurt timp dirijorii, coreografii și soliștii împreună cu ansamblul au devenit cunoscuți în toată țara. Ansamblul a prezentat un spectacol aproape de patru ori pe an, care a umplut sălile de spectacol primind o constantă atenție din partea presei și al publicului.
Primul album al ansamblului a apărut în 1963 în parteneriat cu studioul Electrecord din București, iar din anul 1969 au fost filmate în mod regulat noile spectacole. Ansamblul înainte de revoluție a vizitat următoarele țări: Iugoslavia (1969), Germania de Vest (1972), Ungaria (1975, 1980), Mongolia, Coreea, China, Uniunea Sovietică (1977), Cehoslovacia (1990), iar o parte din trupă au ținut spectacole în Statele Unite ale Americii și Canada (1971, 1978).
Numele Ansamblului Secuiesc de Stat a fost schimbată din 1959 în Ansamblul de Stat de Cîntece și Jocuri, iar în 1970 a devenit corul Filarmonicii de Stat din Târgu Mureș. În 1980 a devenit din nou o instituție independentă sub numele actual cu două trupe de dans (maghiară și română) și avea sediul în clădirea Școlii Reformate. În 2006 Ansamblul Artistic Mureșul a primit ca sediu fostul cinematograf din Dâmbul Pietros având o sală de spectacole cu o capacitate de 332 locuri pe fotolii.

Imagini de epocă
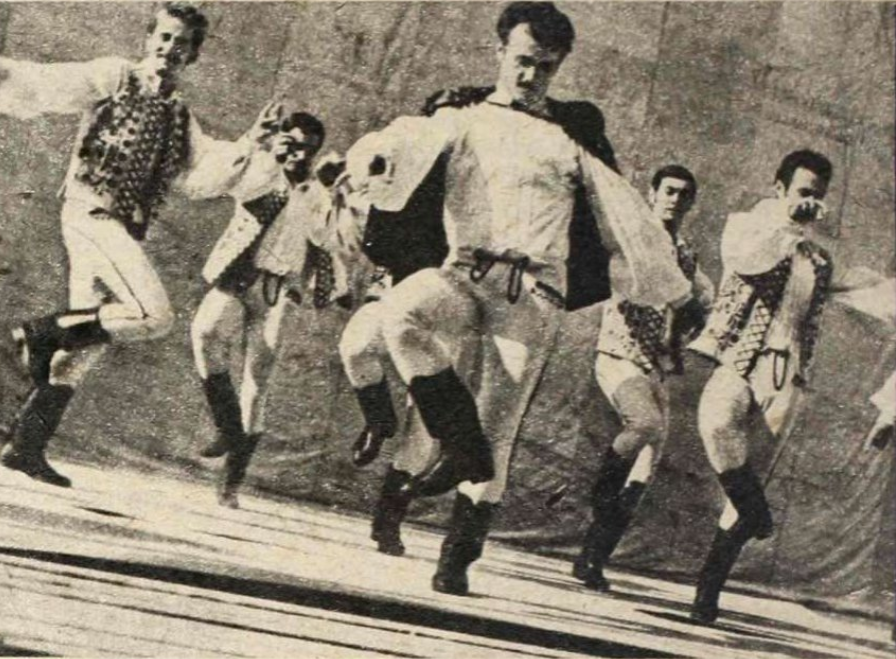
Dansuri din Ozd (1982)
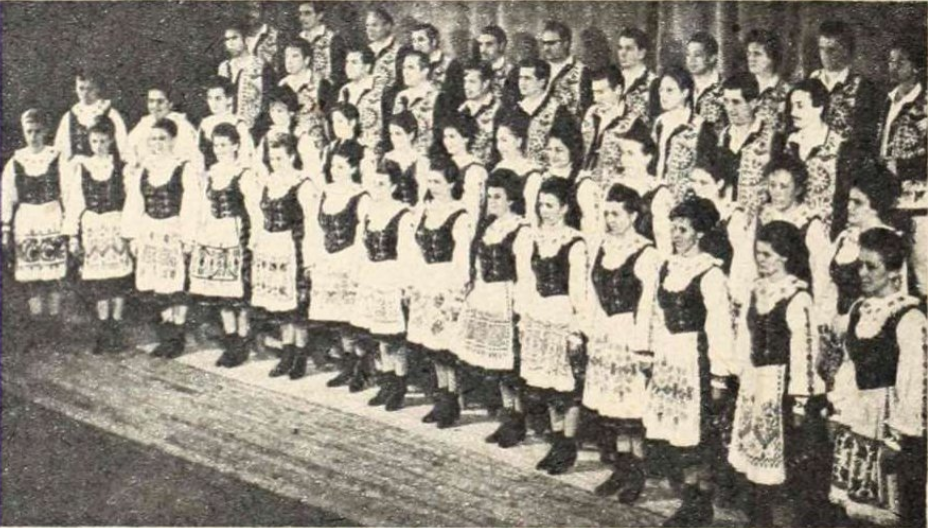
Corul ansamblului (1982)